# Jordi Arrese i Castañé
Jordi Arrese i Castañé (Barcelona, 29 d'agost de 1964) és un tennista català retirat. Tennista dretà, Arrese va debutar professionalment el 1982. Va romandre durant catorze anys en actiu, fins a la seua retirada en 1996. Amb el seu germà Víctor va crear la cadena d'alimentació Fresc Co.
Entre els seus mèrits destaca la medalla d'argent aconseguida als Jocs Olímpics de Barcelona 1992 en la modalitat individual masculina. En el seu palmarès consten sis títols individuals i quatre en dobles masculins, que li van permetre arribar al 23è i al 62è llocs dels rànquings mundials respectius.

## Trajectòria
En individual, va guanyar 224 partits i en va perdre 210. La seua millor classificació va ser la número 23, assolida el 4 de novembre de 1991. Va guanyar sis títols de l'ATP Tour, encara que la seua partida més coneguda va ser a la final individual de tennis als Jocs Olímpics de Barcelona 1992. Es va trobar amb el suís Marc Rosset, i el català va caure després de cinc hores de joc, per 7-6 (7-2), 6-4, 3-6, 4-6, 8-6. Amb tot, es va endur la medalla d'argent.
En dobles, va guanyar 83 partides i en va perdre 112. La seua millor classificació va ser la número 62, assolida el 14 d'agost de 1995. Acompanyat, va aconseguir altres quatre títols.
Després de la seua retirada, ha seguit vinculat al món del tennis. El 2004, va ser un del grup de tres tècnics que va dur a la selecció espanyola a guanyar la Copa Davis. Arrese figurava com a capità oficial.

## Jocs Olímpics

### Individual
| Any  | Campionat                           | Oponent     | Resultat                   |
| ---- | ----------------------------------- | ----------- | -------------------------- |
| 1992 | Jocs Olímpics, Barcelona, Catalunya | Marc Rosset | 6−7(2), 4−6, 6−3, 6−4, 6−8 |

## Palmarès

### Individual: 12 (6−6)
| Llegenda (pre/post 2009)                                 |
| -------------------------------------------------------- |
| Grand Slams (0−0)                                        |
| Jocs Olímpics Argent (1)                                 |
| Tennis Masters Cup / ATP Finals (0−0)                    |
| ATP Masters Series / ATP World Tour Masters 1000 (0−0)   |
| ATP International Series Gold / ATP World Tour 500 (0−0) |
| ATP International Series / ATP World Tour 250 (6−5)      |

| Títols per superfície |
| --------------------- |
| Dura (0−0)            |
| Gespa (0−0)           |
| Terra batuda (6−6)    |

| Resultat  | Núm. | Data                   | Torneig                  | Superfície   | Oponent             | Marcador                   |
| --------- | ---- | ---------------------- | ------------------------ | ------------ | ------------------- | -------------------------- |
| Finalista | 1.   | 11 de setembre de 1989 | Madrid, Espanya          | Terra batuda | Martín Jaite        | 3−6, 3−6                   |
| Guanyador | 1.   | 5 d'agost de 1990      | San Remo, Itàlia         | Terra batuda | Joan Aguilera       | 6−2, 6−2                   |
| Guanyador | 2.   | 12 d'agost de 1990     | Praga, Txecoslovàquia    | Terra batuda | Nicklas Kulti       | 7−6(3), 7−6(6)             |
| Guanyador | 3.   | 5 de maig de 1991      | Madrid, Espanya          | Terra batuda | Marcelo Filippini   | 6−2, 6−4                   |
| Finalista | 2.   | 17 de juny de 1991     | Gènova, Itàlia           | Terra batuda | Carl-Uwe Steeb      | 3−6, 4−6                   |
| Finalista | 3.   | 22 de juliol de 1991   | Hilversum, Països Baixos | Terra batuda | Magnus Gustafsson   | 7−5, 6−7(2), 6−2, 1−6, 0−6 |
| Finalista | 4.   | 7 d'octubre de 1991    | Atenes, Grècia           | Terra batuda | Sergi Bruguera      | 5−7, 3−6                   |
| Guanyador | 4.   | 3 de novembre de 1991  | Buzios, Brasil           | Terra batuda | Jaime Oncins        | 1−6, 6−4, 6−0              |
| Finalista | 5.   | 26 de juliol de 1992   | Hilversum (2)            | Terra batuda | Karel Nováček       | 2−6, 3−6, 6−2, 5−7         |
| Finalista | 6.   | 8 d'agost de 1992      | Jocs Olímpics, Barcelona | Terra batuda | Marc Rosset         | 6−7(2), 4−6, 6−3, 6−4, 6−8 |
| Guanyador | 5.   | 12 d'octubre de 1992   | Atenes                   | Terra batuda | Sergi Bruguera      | 7−5, 3−0, retirada         |
| Guanyador | 6.   | 11 d'octubre de 1993   | Atenes (2)               | Terra batuda | Alberto Berasategui | 6−4, 3−6, 6−3              |

### Dobles masculins: 10 (4−6)
| Llegenda (pre/post 2009)                                 |
| -------------------------------------------------------- |
| Grand Slams (0−0)                                        |
| Tennis Masters Cup / ATP Finals (0−0)                    |
| ATP Masters Series / ATP World Tour Masters 1000 (0−0)   |
| ATP International Series Gold / ATP World Tour 500 (0−0) |
| ATP International Series / ATP World Tour 250 (4−6)      |

| Títols per superfície |
| --------------------- |
| Dura (0−0)            |
| Gespa (0−0)           |
| Terra batuda (4−6)    |

| Resultat  | Núm. | Data                  | Torneig                | Superfície   | Parella            | Oponents                           | Marcador      |
| --------- | ---- | --------------------- | ---------------------- | ------------ | ------------------ | ---------------------------------- | ------------- |
| Finalista | 1.   | 16 de juny de 1985    | Bolonya, Itàlia        | Terra batuda | Albert Tous        | Paolo Canè Simone Colombo          | 5−7, 4−6      |
| Guanyador | 1.   | 11 de juliol de 1986  | Bordeus, França        | Terra batuda | David de Miguel    | Ronald Agénor Mansour Bahrami      | 7−5, 6−4      |
| Guanyador | 2.   | 13 d'agost de 1989    | Praga, Txecoslovàquia  | Terra batuda | Horst Skoff        | Petr Korda Tomáš Šmíd              | 6−4, 6−4      |
| Guanyador | 3.   | 4 d'agost de 1991     | San Marino, San Marino | Terra batuda | Carles Costa       | Christian Miniussi Diego Pérez     | 6−3, 3−6, 6−3 |
| Finalista | 2.   | 29 d'agost de 1993    | Umag, Croàcia          | Terra batuda | Francisco Roig     | Filip Dewulf Tom Vanhoudt          | 4−6, 5−7      |
| Finalista | 3.   | 14 d'agost de 1994    | San Marino             | Terra batuda | Renzo Furlan       | Neil Broad Greg Van Emburgh        | 4−6, 6−7      |
| Finalista | 4.   | 9 de setembre de 1994 | Bucarest, Romania      | Terra batuda | José Antonio Conde | Wayne Arthurs Simon Youl           | 4−6, 4−6      |
| Finalista | 5.   | juny de 1995          | Porto, Portugal        | Terra batuda | Àlex Corretja      | Tomás Carbonell Francisco Roig     | 3−6, 6−7      |
| Finalista | 6.   | 7 d'agost de 1995     | Kitzbühel, Àustria     | Terra batuda | Wayne Arthurs      | Francisco Montana Greg Van Emburgh | 7−6, 3−6, 6−7 |
| Guanyador | 4.   | 13 d'agost de 1995    | San Marino (2)         | Terra batuda | Andrew Kratzmann   | Pablo Albano Federico Mordegan     | 7−6, 3−6, 6−2 |

## Trajectòria

### Individual
| Open d'Austràlia | A   | A     | A    | A     | A     | 2R    | A     | A     | A     | A     | A     | A    | 0 / 1     | 1 – 1     |
| Roland Garros | 3R  | A     | 3R   | 2R    | 1R    | 3R    | 1R    | 1R    | 3R    | 2R    | 1R    | 1R   | 0 / 11    | 10 – 11   |
| Wimbledon | A   | A     | A    | A     | A     | A     | 1R    | A     | A     | A     | A     | A    | 0 / 1     | 0 – 1     |
| US Open | A   | A     | A    | A     | A     | 1R    | A     | 1R    | A     | A     | A     | A    | 0 / 2     | 0 – 2     |
| Total Victòries−Derrotes                                                                                                   | 3−8 | 13−11 | 9−13 | 18−12 | 23−20 | 28−21 | 36−22 | 32−22 | 20−22 | 23−23 | 16−20 | 0−10 | 224 – 210 | 224 – 210 |
| Rànquing a final d'any | 154 | 97    | 128  | 33    | 44    | 39    | 23    | 37    | 61    | 86    | 52    | 645  |           |           |
| Llegenda: G: Guanyador; F: Finalista; SF: Semifinalista; QF: Quarts de final; Q: Qualificació; A: Absent; RR: Round Robin; |     |       |      |       |       |       |       |       |       |       |       |      |           |           |

### Dobles masculins
| Open d'Austràlia | A   | A    | A   | A    | 1R   | A   | A   | A   | A     | A     | A   | 0 / 1    | 1 – 1    |
| Roland Garros | 1R  | 2R   | A   | 1R   | A    | A   | A   | A   | A     | 2R    | 2R  | 0 / 5    | 3 – 5    |
| Wimbledon | A   | A    | A   | A    | A    | A   | A   | A   | A     | A     | A   | 0 / 0    | 0 – 0    |
| US Open | A   | A    | A   | A    | A    | A   | A   | A   | A     | A     | A   | 0 / 0    | 0 – 0    |
| Total Victòries−Derrotes                                                                                                   | 6−9 | 5−12 | 5−8 | 6−11 | 6−11 | 5−3 | 4−9 | 4−4 | 15−13 | 21−17 | 3−6 | 83 – 112 | 83 – 112 |
| Rànquing a final d'any | 109 | 186  | 256 | 184  | 207  | 201 | 205 | 223 | 110   | 79    | 298 |          |          |
| Llegenda: G: Guanyador; F: Finalista; SF: Semifinalista; QF: Quarts de final; Q: Qualificació; A: Absent; RR: Round Robin; |     |      |     |      |      |     |     |     |       |       |     |          |          |